# Frank Kristensen
Frank Rosendahl Kristensen Michalski (født 10. marts 1977) er en tidligere professionel dansk fodboldspiller. Frank Kristensen har tidligere spillet for klubberne, Ikast FS, FC Midtjylland, Randers FC inden han vendte tilbage til FC Midtjylland i foråret 2013. Han indstillede karrieren som aktiv spiller ved udgangen af sæsonen 2013-14, og blev i stedet angrebstræner i FCM, men stoppede allerede i februar 2015.

## Karriere

### FC Midtjylland (1999-2011)
Som ynglingespiller kom Frank Kristensen til Ikast FS fra Vestervig/Agger IF, der i dag er en del af FC Midtjylland-samarbejdet. I sæsonen 2002/2003 var Frank Kristensen topscorer hos FC Midtjylland, som han spillede for fra 1999 til 2011. Frank Kristensen fik siden kælenavnet "Farlige Frank" på grund af de mange scoringer for ulvene. ”Farlige Frank” meldte sig i foråret 2010 ind i en eksklusiv klub, da han scorede sit mål nummer 100 i landets bedste række. Frank Kristensen scorede i sin tid i FC Midtjylland 136 mål i 330 kampe, hvoraf 108 mål var i den bedste danske række, Superligaen. 

### Randers FC (2011-2012)
I 2011 skrev Frank Kristensen en 2½ kontrakt med Randers FC, men dette forløb blev ingen succes da skader holdt ham væk fra banen. Randers FC og Frank Kristensen blev derfor, efter gensidig aftale, enige om at ophæve samarbejdet med øjeblikkelig virkning i november 2012. I Randers opnåede han 43 førsteholdskampe siden debuten mod FC Nordsjælland i marts 2011. Det blev til 11 mål i den lyseblå Randers FC-trøje.

### FC Midtjylland (2013-2014)
Efter bruddet med Randers FC, tog Frank Kristensen tilbage til FC Midtjylland hvor han trænede med holdet hele vinteren. I februar 2013 indgik klubben og spilleren en kort kontrakt, som var gældende til 30. juni 2013.

## Træner karriere
Den 11. juni 2014 meddelte FCM på deres hjemmeside, at Frank ville indstille sin karriere, og ville dermed blive ansat som både massør og angrebstræner i Midtjylland.
Jyllandsserieklubben Spjald IF meddelte i sommeren 2016, at Frank Kristensen fra 1. januar 2017 er tilknyttet klubben som træner. I februar 2017 blev han dog udnævnt som ny assistenttræner i Vendsyssel FF.